# 羽翅鲎属
羽翅鲎属（学名：Jaekelopterus）是翼肢鱟科下的一个属。

## 下属物种
本属包括以下物种：
- †Jaekelopterus rhenaniae (Jaekel, 1914)[2]
- †J. howelli (Kjellesvig-Waering & Størmer, 1952)